# Хмелевский, Ян Олаф
Ян Олаф Хмелевский (8 февраля 1895, Нижний Новгород — 1 декабря 1974, Варшава) — польский архитектор, градостроитель, академик. Лауреат Почётной премии САРП в 1967 году.

## Биография
Родился в семье Бронислава и Софьи Лесневских, его бабушки и дедушки были поляками в ссылке. После смерти отца в 1908 году он переехал с матерью, братьями и сёстрами в Варшаву, где он начал учиться в средней школе Эдварда Ронталера. Окончил её в 1913 году, вступил в Стрелецкий союз, а затем в Польскую военную организацию, в девятнадцать лет добровольно вступил в Польские легионы. В 1916 году он попал в русский плен; во время Октябрьской революции он находился в Санкт-Петербурге, и, так как родился в России, был призван в береговую оборону флота Красной Армии, откуда сбежал в 1918 году. В Варшаву он вернулся в сентябре 1919 года, начал учёбу в механико-технической школе имени Ротванда и Вавельберга, затем продолжил на факультете гражданского строительства Варшавского политехнического университета, а затем на архитектурном факультете под руководством Оскара Сосновского, Рудольфа Сверчинского и Тадеуша Толвинского. Работал тогда в Союзе независимой социалистической молодёжи «Жизнь», а затем в польской Коммунистической партии. С 1924 года был ассистентом Оскара Сосновского на кафедре архитектуры, а затем в качестве доцента Тадеуша Толвинского на кафедре городского строительства. Защитил диссертацию в марте 1930 года, она была одним из первых исследований регионального планирования, затем вступил в Ассоциацию польских архитекторов. Параллельно с научной работой в Политехническом институте работал под руководством Станислава Рожанского в Управлении регионального планирования Варшавского округа, в 1936 году был назначен руководителем. В этот период он разработал концепцию планирования "функциональной Варшавы" и Варшавского городского ансамбля, работа также продолжалась в подполье после начала Второй мировой войны. Он был арестован в 1943 году и заключён в тюрьму в Павяке, откуда его перевезли в лагерь Майданек. После побега Ян Олаф вернулся в Варшаву, участвовал в подпольной работе по планированию, защитил тогда докторскую степень. После краха Варшавского восстания он оказался в лагере Dulag 121 в Прушкове, откуда бежал и пешком добрался до Закопане, где планировал начать подпольную общественно-политическую работу. В очередной раз был арестован, ему снова удалось бежать и пробраться на территорию, занятую Красной Армией, он вступил в Польскую рабочую партию. В 1945 году ему было поручено руководить отделом градостроительства в Бюро реконструкции столицы и он присоединился к руководству Главного управления пространственного планирования при Министерстве реконструкции. В 1946 году он стал профессором-контрактником на архитектурном факультете Варшавского политехнического университета, через три года Главное управление по планированию помещений было ликвидировано. В это время Ян Хмелевский стал доцентом и возглавил недавно созданную кафедру пространственного планирования, в 1952 году получил степень доктора технических наук. После образования Польской объединённой рабочей партии вступил в её ряды, работал в партийном комитете. Параллельно с работой в Политехническом институте некоторое время руководил кафедрой теории пространственных систем Института градостроительства и архитектуры и Лабораторией пространственного планирования Польской академии наук. В 1958 году входил в состав группы, инициировавшей создание Комитета по землепользованию при Польской академии наук, а затем вошёл в состав её Президиума. В течение многих лет член общества польских урбанистов, в 1960 году получил звание почётного члена, одновременно работал в Польском географическом обществе, Польской ассоциации яхтсменов и входил в состав правления Яхт-клуба Польши и Союза капитанов мореплавания.
Покоится на кладбище Воинские Повонзки (квартал 29Б-1-6)..

## Награды
- Государственная премия III степени за работу над пространственным планом района Закопане (1950);
- Кавалерийский Крест Ордена Возрождения Польши (1954)[3];
- Медаль «10-летие Народной Польши» (1955);
- Командная премия Комитета по градостроительству и архитектуре II степени (1956);
- Золотой почётный знак «За заслуги перед Варшавой»[пол.] (1957);
- Орден «Знамя Труда» II степени (1964);
- Почётная награда САРП[пол.] за выдающиеся заслуги в области пространственного планирования (1967);
- Золотой знак «За заслуги перед Варшавским воеводством»[пол.] (1970);
- Золотой Знак Общества Польских Урбанистов (1973).